# Sine cura

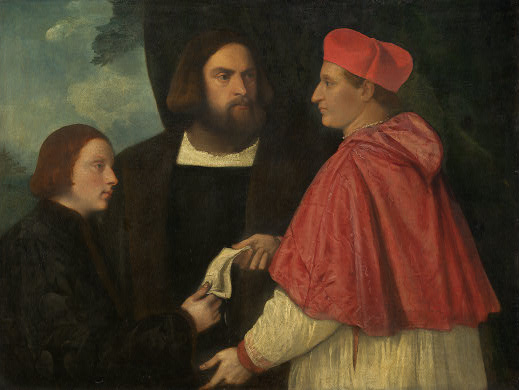
Kardinál Marco Cornaro (vpravo) předává beneficium carrarského kláštera synovci Marcovi, ze kterého se stal ve velmi nízkém věku opat laik. Uprostřed stojí Girolamo Cornaro (Tizian, 1520)

Sine cura animarum (česky bez duchovní správy) je latinské označení pro vykonávání takového úřadu, jehož držitel nemá žádné (nebo pouze minimální) povinnosti, avšak je bohatě odměňován a k úřadu obvykle náleží také značné množství privilegií. V historickém kontextu se jedná zejména o katolická církevní beneficia. V přeneseném významu se výraz používá pro jakoukoli výnosnou funkci bez odpovědnosti, jejíž pracovní náplň je velmi nízká nebo žádná.

## Historie

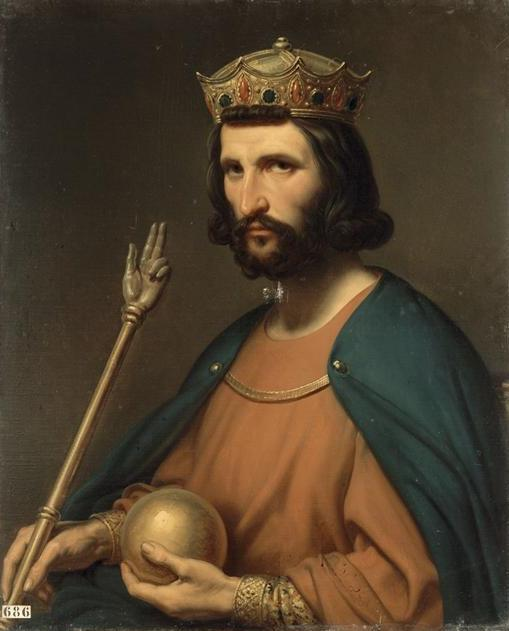
Hugo Kapet byl před svým nástupem na trůn opatem laikem celkem pěti klášterů

Počátky institutu svěřování církevních úřadů a obročí do správy jsou písemně doloženy již v době svatého Ambrože (zemřel r. 397). V té době však taková beneficia získávaly pouze osoby, které přijaly svěcení, resp. tonzuru.
Velký rozmach udělování církevních úřadů sine cura animarum proběhl ve Franské říši, zejména za vlády Merovejců. Tato praxe postupem času nerespektovala původní vymezení a začala se využívat pro přátele vládnoucích panovníků. Zejména britští a francouzští panovníci si přisvojili moc do těchto úřadů dosazovat sobě loajální osoby, které nebyly v některých případech duchovní (ani nebyl brán ohled na jejich duchovní kvality), pouze čerpaly finanční prostředky generované úřadem či klášterem.
Nejčastějším příkladem instituce svěřené do správy býval klášter, jehož představený se pak nazýval opat-komendátor (popř. opat laik). Takové posty zahrnovaly příjem z kláštera, ale nevyžadovaly po držiteli titulu, aby byl členem mnišské komunity, daného řádu či aby na místě pobýval. To vedlo k tomu, že mnišskou komunitu vedl převor, klášter byl připraven o velké množství prostředků a zároveň nemohl samostatně rozhodovat o svém fungování. Opati laici či opati-komendátoři často sídlili daleko od svých nominálních klášterů a v mnoha případech jich měli ke správě svěřených několik (tato praxe též vedla k mnohoobročnictví). Tato praxe byla Tridentským koncilem zakázána. Po Druhém vatikánském koncilu bylo od svěřování sine cura upuštěno.
Deváté vydání The Encyclopædia Britannica (1878) uvádí: „Kdo studuje dějiny papežských konkláve, přesvědčuje se o tom, že ještě nikdy nedošlo k žádné volbě, která by nebyla poskvrněna simonií, a že simonie praktikovaná v konklávech byla v mnoha případech toho nejhoršího, nejhanebnějšího druhu a vůbec nebyla skrývána.“

## Duchovní správa
Duchovní správu vykonávají výhradně kněží nebo biskupové. Pokud je potřeba ustanovit správce v materiálních věcech bez správy duší, užívá se titul administrator in materialibus, který může být svěřen mimo jáhna či jiného kněze i laikovi.

## Přenesený význam
Jako sine cura (sinekura) mohou být v přeneseném významu slova označeny funkce bez odpovědnosti a větších povinností, avšak odměna za tuto práci je nadstandardní.